# Miguel Vila Gómez
Miguel Vila Gómez (Madrid, 27 de mayo de 1984) es un político español, diputado por Burgos en el Congreso durante la XI y XII legislatura.

## Biografía
Obtuvo el título de Técnico Superior en Imagen en el IES Príncipe Felipe de Madrid en 2006 y hasta 2014 trabajó en varias empresas audiovisuales como operador de cámara de televisión, realizador, mezclador y fotógrafo. En su último trabajo, como operador de cámara de televisión en el Congreso, fue elegido delegado sindical y presidente del comité de empresa.
Desde 2003 ha sido activista de varios movimientos sociales como No a la Guerra, Derecho a Vivienda Digna, 15M y Mareas Ciudadanas. Afiliado a Podemos, en sus inicios se responsabilizó del área audiovisual y actualmente es consejero ciudadano de Podemos en Madrid. En diciembre de 2015 fue elegido diputado por Burgos en el Congreso y reelegido en 2016.